# نظام عشري مرمز ثنائيا

في الحوسبة والأنظمة الإلكترونية النظام العشري المرمز ثنائياً أو العشري المُرمز اثنانياً (بالإنجليزية: Binary-Coded-Decimal)‏ اختصاراً BCD، هو ليس نظاما عددياً بحد ذاته، بل يمزج ما بين العشري والثنائي، وتعتمد عليه بعض الآلات الحاسبة . وكثير من الشرائح الإلكترونية،

## طريقة العمل
لدي الرقم العشري 4975
نأخذ الأرقام رقما رقما ونحولها إلى ثنائي
فالأربعة تساوي 0100
والتسعة تساوي 1001
والسبعة تساوي 0111
والخمسة تساوي 0101
إذا 4975 = (BCD ( 0100 1001 0111 0101 هو النظام العشري لكن الأرقام به تكتب ثنائيا.

## التحويل منالنظام الثنائيإلى الBCD
إيجاد Q1 Q2 Q3 :
Q1 = Q2 = Q3 = 0 = D' * D
إيجاد Q4 :
(Q4 = AB + AC = A (B + C
إيجاد Q5 :
'Q5 = A * B’ * C
إيجاد Q6:
( Q6 = BA’ + BC =B (A’ + C
إيجاد Q7:
'Q7 = CA’ + ABC
إيجاد Q8:
Q8=D